# Karolina Světlá
Karolina Světlá (née Johanna Rottová) (24 février 1830 – 7 septembre 1899) est une écrivaine tchèque du XIXe siècle. Elle est considérée comme la fondatrice de la littérature de terroir tchèque.

## Biographie
Elle épousa Petr Mužák (1821-1892) en 1852 et eut une liaison avec Jan Neruda. C'est elle qui fit découvrir à Eliška Krásnohorská la littérature et le féminisme. Écrivain tardif, elle publia sa première œuvre, Vesnický román (Nouvelle de village) à 37 ans, en 1867.
Elle a dessiné le drapeau du mouvement Sokol.